# Miss Auvernia
Miss Auvernia es un concurso de belleza francés que selecciona a una representante de la región de Auvernia para el concurso nacional de Miss Francia. La primera Miss Auvernia fue coronada en 1968, aunque el certamen no se llevó a cabo con regularidad hasta 1990.
La actual Miss Auvernia es Alice De Lima Guimaraes, quien fue coronada Miss Auvernia 2025 el 5 de julio de 2025. Ninguna representante de Miss Auvernia ha ganado Miss Francia.

## Resumen de resultados
- Segundas finalistas: Maryline Brun (1999; Miss Pays du Velay); Clémence Oleksy (2010)
- Terceras finalistas: Michèle Cointet (1974)
- Cuartas finalistas: Alissia Ladevèze (2022)
- Quintas finalistas: Camille Blond (2013)
- Top 12/Top 15: Régine Bac (1990); Fabienne Chol (1993; Miss Pays du Velay); Catherine Sarret (1996); Fabienne Malisano (1997); Pauline Abeillon (2003; Miss Pays du Velay); Emmanuelle Lemery (2007)

## Ganadoras
| Año  | Nombre                  | Edad | Altura          | Ciudad natal             | Posición en Miss Francia | Notas                                                                         |
| ---- | ----------------------- | ---- | --------------- | ------------------------ | ------------------------ | ----------------------------------------------------------------------------- |
| 2025 | Alice De Lima Guimaraes | 19   | 1,72 m (5′ 8″)  | Vichy                    |                          |                                                                               |
| 2024 | Romane Agostinho        | 27   | 1,74 m (5′ 9″)  | Beaumont                 |                          |                                                                               |
| 2023 | Oriane Mallet           | 22   | 1,82 m (6′ 0″)  | Vichy                    |                          |                                                                               |
| 2022 | Alissia Ladevèze        | 21   | 1,84 m (6′ 0″)  | Vichy                    | Cuarta finalista         |                                                                               |
| 2021 | Anaïs Werestchack       | 24   | 1,77 m (5′ 10″) | Clermont-Ferrand         |                          |                                                                               |
| 2020 | Géromine Prique         | 21   | 1,71 m (5′ 7″)  | Clermont-Ferrand         |                          |                                                                               |
| 2019 | Meïssa Ameur            | 21   | 1,86 m (6′ 1″)  | Clermont-Ferrand         |                          |                                                                               |
| 2018 | Romane Eichstadt        | 19   | 1,81 m (5′ 11″) | Vichy                    |                          |                                                                               |
| 2017 | Marie-Anne Halbwachs    | 19   | 1,81 m (5′ 11″) | Riom                     |                          |                                                                               |
| 2016 | Océane Faure            | 20   | 1,71 m (5′ 7″)  | Yzeure                   |                          |                                                                               |
| 2015 | Pauline Bazoge          | 18   | 1,71 m (5′ 7″)  | La Chapelaude            |                          |                                                                               |
| 2014 | Morgane Laporte         | 20   | 1,76 m (5′ 9″)  | Terjat                   |                          |                                                                               |
| 2013 | Camille Blond           | 18   | 1,71 m (5′ 7″)  | Avermes                  | Top 12 (5.ª finalista)   |                                                                               |
| 2012 | Sanne Spangenberg       | 19   | 1,80 m (5′ 11″) | Autry-Issards            |                          |                                                                               |
| 2011 | Célia Goninet           | 19   | 1,75 m (5′ 9″)  | Clermont-Ferrand         |                          |                                                                               |
| 2010 | Clémence Oleksy         | 19   | 1,76 m (5′ 9″)  | Vichy                    | Segunda finalista        |                                                                               |
| 2009 | Mégane Potier           | 19   | 1,75 m (5′ 9″)  | Cusset                   |                          |                                                                               |
| 2008 | Mélanie Billard         | 22   | 1,74 m (5′ 9″)  | Saint-Germain-des-Fossés |                          |                                                                               |
| 2007 | Emmanuelle Lemery       | 19   | 1,81 m (5′ 11″) | Clermont-Ferrand         | Top 12                   |                                                                               |
| 2006 | Stéphanie Riou          | 22   | 1,73 m (5′ 8″)  | Lempdes                  |                          |                                                                               |
| 2005 | Élisa Ortiz de Pinedo   | 23   | 1,75 m (5′ 9″)  | Mauriac                  |                          |                                                                               |
| 2004 | Élodie Veyssière        | 20   | 1,75 m (5′ 9″)  |                          |                          |                                                                               |
| 2003 | Sonia Souid             | 18   | 1,81 m (5′ 11″) | Clermont-Ferrand         |                          |                                                                               |
| 2002 | Clémence Daturi         | 18   |                 | Riom                     |                          |                                                                               |
| 2001 | Hélène Linard           |      |                 | Cantal                   |                          |                                                                               |
| 2000 | Sophie Gonin            |      |                 | Trévol                   |                          |                                                                               |
| 1999 | Laëtitia Lautrette      | 22   | 1,76 m (5′ 9″)  | Dompierre-sur-Besbre     |                          |                                                                               |
| 1998 | Mathilde Dupré          | 20   | 1,83 m (6′ 0″)  | Cusset                   |                          |                                                                               |
| 1997 | Fabienne Malisano       | 21   | 1,76 m (5′ 9″)  | Montluçon                | Top 12                   |                                                                               |
| 1996 | Catherine Sarret        |      |                 | Jussac                   | Top 12                   |                                                                               |
| 1995 | Fanny Voisin            |      |                 |                          |                          |                                                                               |
| 1994 | Carole Manin            |      |                 |                          |                          |                                                                               |
| 1993 | Delphine Montoy         |      |                 |                          |                          |                                                                               |
| 1992 | Cécile Ruer             |      |                 |                          |                          |                                                                               |
| 1991 | Carine Claverolles      |      |                 |                          |                          |                                                                               |
| 1990 | Régine Bac              |      |                 | Quézac                   | Top 12                   |                                                                               |
| 1978 | Catherine Chandezon     |      |                 |                          |                          |                                                                               |
| 1974 | Michèle Cointet         | 24   | 1,74 m (5′ 9″)  |                          | Tercera finalista        |                                                                               |
| 1968 | Paule Marche            | 19   | 1,69 m (5′ 7″)  |                          | No compitió              | Marche no compitió en Miss Francia después de que sus padres lo desaprobaron. |

### Miss Pays du Velay
De 1993 a 2004, el departamento de Alto Loira compitió por separado como Miss Pays du Velay.
| Año  | Nombre                   | Edad | Altura          | Ciudad natal    | Posición en Miss Francia | Notas |
| ---- | ------------------------ | ---- | --------------- | --------------- | ------------------------ | ----- |
| 2004 | Coralie Duchet           | 22   | 1,72 m (5′ 8″)  | Cébazat         |                          |       |
| 2003 | Pauline Abeillon         |      |                 |                 | Top 12                   |       |
| 2002 | Laetitia Meteigner       |      |                 | Sainte-Florine  |                          |       |
| 2001 | Marine Gazanion          |      |                 |                 |                          |       |
| 2000 | Sabrina Crespe           |      |                 | Le Puy-en-Velay |                          |       |
| 1999 | Maryline Brun            | 20   | 1,78 m (5′ 10″) | Arsac-en-Velay  | Segunda finalista        |       |
| 1998 | Sabine Laval             | 19   | 1,77 m (5′ 10″) |                 |                          |       |
| 1997 | Lydie Valentin           | 19   | 1,74 m (5′ 9″)  | Yssingeaux      |                          |       |
| 1996 | Amélie Fournel           |      |                 |                 |                          |       |
| 1995 | Véronique Joy            |      |                 |                 |                          |       |
| 1994 | Christelle Brunet-Jailly |      |                 |                 |                          |       |
| 1993 | Fabienne Chol            |      |                 |                 | Top 12                   |       |